# Ummulisani
Ummulisani is een geslacht van uitgestorven pleurodire schildpadden dat werd ontdekt in het Eoceen van Marokko. 

## Naamgeving
Het geslacht bestaat uitsluitend uit de typesoort Ummulisani rutgersensis, in 2006 benoemd door Eugene S. Gaffney, Tong Haiyan en Peter Andre Meylan. De geslachtsnaam is het Arabisch Ummu-'Ilhsan, 'moeder der integriteit'. De naam werd gesuggereerd door Mark Stephen Caponigro. De soortaanduiding eert Rutgers aan welke universiteit Gaffney tussen 1961 en 1965 geologie studeerde.
Ummulisani werd vermoedelijk ontdekt in de vindplaats Mrah Iaresh in Marokko, in de fosfaatafzetting 'Bed O', die dateert uit het Ypresien van het Eoceen. Dat is echter niet geheel zeker want het type-exemplaar werd gekocht van de fossielenhandelaar Adam Aaronson. In Marokko bloeit een uitgebreide illegale fossielenhandel die stukken betrekt van stropers. Dit holotype, AMNH 30563, bestaat uit een schedel zonder het verhemelte en is gereconstrueerd in het American Museum of Natural History. Er zijn nog twee andere specimina bekend, beide ook uit het Ypresien van Marokko. AMNH 30562 is een schedel met plastron. AMNH 30569 is een schedel.

## Beschrijving
Deze schildpad heeft als onderscheidend kenmerk hoorns op zijn prefrontale botten, die schuin naar voren en boven uitsteken. Vermoed werd dat iedere hoorn bij leven verlengd werd door een schub. Volgens de beschrijvers waren de hoorns een zeker teken van een gravende levenswijze en paringsgevechten. Een ander uniek kenmerk is dat het deel van het verhemelte dat gebruikt wordt om voedsel te vermalen voorzien is van een zeer hoge buitenste richel onder de oogkas terwijl de buitenste richel onder de apertura narium externa, dus het centrale neusgat, juist erg laag is of ontbreekt.

## Fylogenie
Ummulisani werd in de Taphrosyini geplaatst als zustertaxon van Phosphatochelys.